# Sisu SA-240

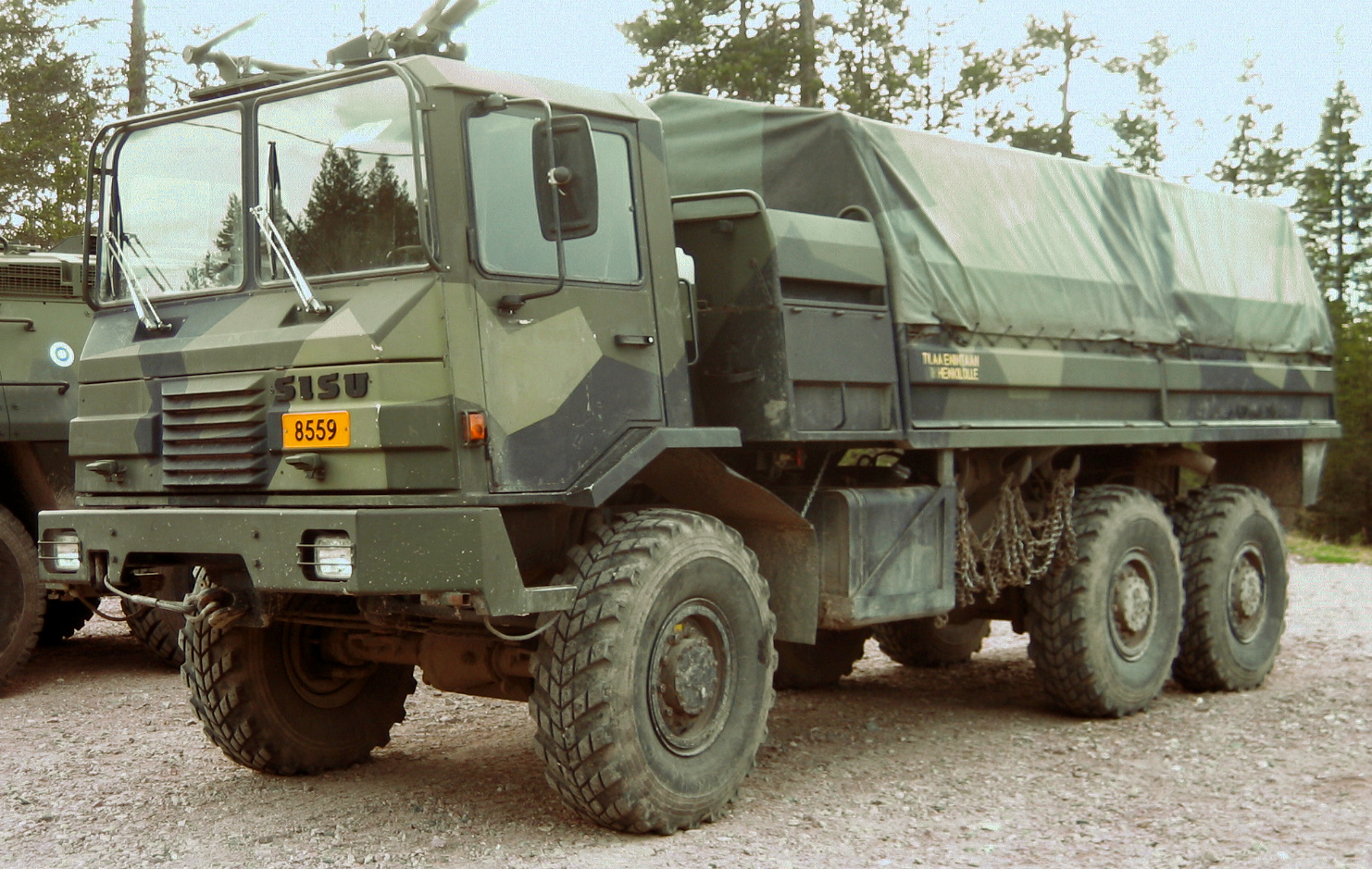

Sisu SA-240 – fiński samochód ciężarowy z napędem na wszystkie koła (6×6). Używany przez armie fińską od drugiej połowy lat 80. Jest to udoskonalona wersja Sisu SA-150VK wyposażona w mocniejszy silnik i nowy most tylny. Sisu SA-240 był napędzany sześciocylindrowym silnikiem wysokoprężnym o mocy 246 kW przy 2200 obr./min, dającym maksymalny moment obrotowy 1260 Nm przy 1400 obr./min. Skrzynia biegów z ośmioma biegami do przodu i wstecznym, reduktor jednobiegowy. Rama pojazdu jest skonstruowana w sposób dopuszczający znaczne skręcenia, a silnik i przekładnie znajdują się  za kabinie dzięki czemu zmniejszone zostało prawdopodobieństwo oderwania kół od podłoża w trakcie jazdy terenowej. Kabina czteroosobowa, zamocowana elastycznie do ramy.

## Dane taktyczno-techniczne
- Masa:
  - własna: 9950 kg
  - całkowita: 20 000 kg
- Prześwit: 0,40 m
- kąt wejścia (natarcia):38°
- Kąt zejścia: 54°
- Głębokość brodzenia: 1 m
- Maksymalne nachylenie drogi:
  - podłużne:45°
  - poprzeczne:40°
- Prędkość maksymalna:
  - do przodu: 96,5 km/h
  - do tyłu: 8,2 km/h
- Zasięg: 600 km
- Pojemność zbiornika paliwa: 200 l
- Ogumienie: 14.00x20